# Antonio Hernández Mancha
Antonio Hernández Mancha (Guareña (província de Badajoz), 1 d'abril de 1951) és un advocat i polític espanyol. Ha estat Advocat de l'Estat a Còrdova i Granada i professor Auxiliar de Dret Civil a Còrdova (1979-1981). Va ser cap de llista d'Aliança Popular a les eleccions al Parlament d'Andalusia de 1982 i 1986. Després de la dimissió de Manuel Fraga el 1987 com a cap del partit va ser proclamat president del partit desbancant Miguel Herrero y Rodríguez de Miñón. El 1987 va interposar una moció de censura contra el govern de Felipe Gonzalez (qui governava amb majoria absoluta), la qual no va prosperar i va provocar la seva dimissió, però es mantingué com a secretari fins al XI Congrés Nacional del partit que va donar lloc al Partit Popular.
El fracàs de les eleccions municipals, autonòmiques i europees de 1987 va forçar la seva posterior retirada. Del partit se'n va fer càrrec novament Fraga, qui va designar José María Aznar candidat a la presidència del govern. Actualment és allunyat de la vida política i treballa al seu prestigiós bufet d'advocats a Madrid. Va fer cèlebre la frase: "una retirada a temps és una victòria". Durant la Guerra d'Iraq va tornar a ser notícia perquè va realitzar treballs d'assessorament a empreses europees a la pròpia Bagdad.